# Jerzy Wdowczyk
Jerzy Wdowczyk (ur. 28 lipca 1935 w Sośnicy, zm. 6 września 1996 w Łodzi) − polski fizyk, profesor Uniwersytetu Łódzkiego.

## Rodzina
Był synem Stanisława i Józefy z d. Kmieć. Rodzice byli rolnikami (ojciec także leśniczym). 

## Nauka, studia, stopnie i tytuły naukowe
II wojna światowa spowodowała, że naukę w szkole podstawowej zaczął dopiero w 1945, w Krotoszynie, ale ukończył w 1948. Następnie w Krotoszynie w latach 1948 - 1952 uczył się w Liceum Pedagogicznym. 1 września 1955 rozpoczął studia na kierunku fizyki w Państwowej Wyższej Szkole Pedagogicznej (WSP) w Łodzi. WSP przyłączono do UŁ w 1956, kontynuował studia, uzyskując w UŁ w 1960 dyplom magistra w zakresie fizyki doświadczalnej. 
24 czerwca 1964 uzyskał na Wydziale Matematyki, Fizyki i Chemii UŁ stopień doktora nauk fizycznych (z problematyki, dotyczącej zawartości mionów w pękach, zapoczątkowanych przez kwanty gamma o wysokich energiach).
18 kwietnia 1972 po przedstawieniu rozprawy habilitacyjnej uzyskał stopień doktora habilitowanego nauk fizycznych, nadany przez Radę Nadzorczą Instytutu Badań Jądrowych (IBJ) w Świerku.
W 1978 otrzymał tytuł profesora nadzwyczajnego.
30 września 1989 otrzymał tytuł profesora zwyczajnego w Instytucie Problemów Jądrowych  im. A. Sołtana w Świerku-Otwocku  (dawniej IBJ).

## Praca zawodowa
W latach 1952–1955 pracował jako nauczyciel w Szkole Podstawowej w Jankowach (pow. Kępno).
W końcowym etapie studiów zaczął pracować w UŁ jako pracownik kontraktowy do prowadzenia ćwiczeń (1 marca 1959 - 31 sierpnia 1960). Od 1 października 1960 był zatrudniony jako asystent w Katedrze Fizyki Doświadczalnej UŁ, od 1 października 1962 starszy asystent, od 1 października 1964 adiunkt do 31 sierpnia 1968. 
W 1968 przeszedł do Instytutu Badań Jądrowych (IBJ) w Świerku - Zakład VI w Łodzi - od 1 września jako adiunkt w Zespole Pracowni w Łodzi i Zakładzie Fizyki Wielkich Energii
Prowadził równocześnie różne wykłady zlecone w UŁ z fizyki wysokich energii i astrofizyki promieniowania kosmicznego.
W 1973 jako docent objął kierownictwo Oddziału Łódzkiego IBJ. W tym samym roku ponownie podjął pracę w UŁ na 1/2 etatu (1 maja 1973 - 30 września 1976), przez 3 lata (1973 - 1975) sprawując tu funkcję kierownika nowo utworzonego Zakładu Promieniowania Kosmicznego w Instytucie Fizyki na Wydziale Matematyczno-Fizyczno-Chemicznym UŁ.

## Działalność naukowa
Od 1959 zajmował się zagadnieniami promieniowania kosmicznego, jego wiedza w tej dziedzinie zjednała mu uznanie w kraju i zagranicą. W 1964 wyjechał na stypendium Uniwersytetu w Durham i na ponad roczny staż naukowy (1965-1966), podczas którego pracował pod kierunkiem prof. A. W. Wolfendale'a wybitnego specjalisty w dziedzinie promieniowania kosmicznego i fizyki wysokich energii.
Po powrocie i rocznej pracy w UŁ przeszedł do IBJ w Świerku - Zakład VI w Łodzi, a także nadal prowadził w UŁ wykłady zlecone z fizyki wysokich energii i astrofizyki promieniowania kosmicznego. Od 1 września 1968 jako adiunkt pracował u prof. Aleksandra Zawadzkiego, kierownika Zespołu Pracowni w Łodzi i Zakładu Fizyki Wielkich Energii. 
Poza współpracą z Uniwersytetem w Durham nawiązał od 1971 współpracę OŁ IBJ z Moskiewskim Uniwersytetem Państwowym im. M.W. Łomonosowa, a w 1974 doprowadził do współpracy między UŁ a tymże rosyjskim uniwersytetem. W 1970 zawiązał również współpracę Łódzkiego Ośrodka Fizyki Promieniowania Kosmicznego z laboratoriami francuskimi. Przebywał z wykładami we Francji (łącznie 1 rok) w latach 1975-1976 oraz 1977-1987 (Uniwersytet w Bordeaux), 1985-1995 (College de France). 
Od 1973 był sekretarzem (wspólnie z prof. A. W. Wolfendale) Europejskich Sympozjów Fizyki Promieniowania Kosmicznego, a w 1976 otrzymał nagrodę indywidualną l stopnia Państwowej Rady ds. Wykorzystania Energii Jądrowej. 
Rok później otrzymał Nagrodę im. Marii Curie-Skłodowskiej. W 1981 został członkiem Amerykańskiego Towarzystwa Fizycznego. Od 1981 był członkiem Komisji Promieniowania Kosmicznego Międzynarodowej Unii Fizyki Czystej i Stosowanej (JUPAP), w której pełnił funkcję sekretarza (1987-1990) i przewodniczącego (1990-1993). 
W 1988 został członkiem Brytyjskiego Królewskiego Towarzystwa Astronomicznego.
Nadal ściśle współpracował z Uniwersytetem w Durham.
Uczestniczył w wielu konferencjach międzynarodowych, prowadził wykłady na uczelniach zagranicznych, m.in. w 1982 cykl wykładów w uniwersytetach japońskich (Tokio, Osaka, Nagoya, Kobe). 
Wrócił do współpracy z UŁ, prowadząc od 1985 wykłady zlecone, zaś od 1 stycznia 1988 zatrudniony został na części etatu (do 30 września 1989 - 1/2 etatu profesora nadzwyczajnego). Po otrzymaniu tytułu profesora zwyczajnego w 1989 nadal pracował w UŁ (31 października 1989 - 30 września 1992, na niepełnym etacie). 
W ostatnich latach pracy realizował kilka programów badawczych, m.in. granty Komitetu Badań Naukowych "Badanie składu masowego i oddziaływania promieniowania kosmicznego o energiach 1015-1017 MeV" (1991-1994) oraz opracowania nowej metody wyznaczania masy pierwotnych cząsteczek inicjujących wielkie pęki (1994). Otrzymał też cztery granty w British Science Research Council of the Royal Society of London.
Prowadzone przezeń badania w dziedzinie fizyki wysokich energii i astrofizyki promieniowania kosmicznego, a zwłaszcza problematyka własności oddziaływania hadronów o energiach ponadakceleratorowych oraz problemów propagacji promieniowania kosmicznego wysokich i skrajnie wysokich energii w przestrzeni kosmicznej przyniosły mu uznanie w świecie nauki. 
Był autorem ok. 290 publikacji, w tym ok. 150 prac (artykułów, recenzji) w recenzowanych czasopismach naukowych (głównie zagranicznych) oraz ok. 140 artykułów drukowanych w sprawozdaniach z międzynarodowych konferencji, na które był z reguły zapraszany. 
Z kilku najciekawszych rozpraw na uwagę zasługują: Ultra-high energy cosmic rays from cluster of galaxies (1980 - współautorzy M. Giller, A. W. Wolfendale), High energy-y-raya from the direction of the Greb pulsor (1981 - współautorzy T. Dzikowski, B. Grochalska, J. Gawin), Propertiers of hadron interactions at extremely high energies (1984 - współautor A. W. Wolfendale); High energy interactions (1991), Cosmic rays above 1017 (1993 - współautorzy Xchi, A. W. Wolfendale).
Był promotorem 13 dysertacji doktorskich (w większości pracowników naukowych UŁ), opiekował się kilkoma habilitacjami.

## Działalność w stowarzyszeniach polskich
Od 1960 był członkiem Polskiego Towarzystwa Fizycznego, gdzie pełnił funkcję skarbnika (1985-1987) i członka Zarządu Głównego (1991-1994). Należał też do Towarzystwa Naukowego Warszawskiego (od 1994) oraz był członkiem Komisji Astrofizyki Polskiej Akademii Umiejętności (PAU).

## Odznaczenia i nagrody
- Medal 30-lecia Polski Ludowej (1974)
- Medal 40-lecia Polski Ludowej (1984)
- Honorowa Odznaka Miasta Łodzi (1988)

Zmarł w Łodzi i został pochowany na cmentarzu na Dołach w Łodzi.